# Sigara gordita
Sigara gordita är en insektsart som först beskrevs av Abbott 1913.  Sigara gordita ingår i släktet Sigara och familjen buksimmare. Inga underarter finns listade i Catalogue of Life.